# Феникс и голубка
«Феникс и голубка» (англ. The Phoenix and the Turtle) — аллегорическая поэма Уильяма Шекспира, впервые опубликованная в 1601 году, в составе сборника Роберта Честера «Жертва любви, или Жалоба Розалинды». Не имеет оригинального названия, но на титульном листе книги говорится, что её тема — «аллегорическое изображение подлинной любви, иллюстрируемое судьбой Феникса и Голубки». Получила целый ряд разнообразных интерпретаций.

## Публикация
Поэма была впервые опубликована в 1601 году, в составе сборника Роберта Честера «Жертва любви, или Жалоба Розалинды» (в него вошли также произведения Бена Джонсона, Джорджа Чепмена, Джона Марстона). Поэма не имеет названия, но сопровождается коротким посвящением, адресованным Фениксу и голубю, причём Феникс представлен как женщина, а голубь — как мужчина. В связи с этим посвящением поэма и получила своё название.

## Восприятие
Феникс и голубка чаще всего интерпретируются как аллегория идеального брака. Согласно альтернативным гипотезам, в поэме идёт речь об истине и красоте либо об идеальной любви в контексте ренессансного неоплатонизма. Концепция любви между двумя очень разными существами, смертным и бессмертным, может быть связана с христианским учением о Святой Троице. Было предпринято несколько попыток связать содержание поэмы с конкретными историческими личностями, хотя многие учёные считают, что не следует интерпретировать это произведение с «прикладным буквализмом». Представители «новой критики» (например, И. Ричардс и У. Эмпсон) подчеркивают неразрешимый характер ряда загадок, содержащихся в тексте. Хелен Хакетт считает, что поэма «побуждает к расшифровке, но в то же время решительно отвергает ее».